# One Track Heart

One Track Heart est une chanson interprétée par Elvis Presley écrite par Bill Giant, Bernie Baum et Florence Kaye. Incluse dans le film Roustabout (L'Homme à tout faire) en 1964, elle a été enregistrée le 2 mars de la même année au studio Radio Recorders, à Hollywood, et a paru sur la bande sonore du film. Il s’agissait de la 5e prise. La chanson a aussi fait partie d’un simple promotionnel, en face B, préparé pour les stations de radio, toujours en 1964 (RCA SP-45-139). En face A on retrouvait la chanson Roustabout.
Dans la chanson, le chanteur affirme à la personne aimée que, comme une horloge grand-père qui ne cesse de fonctionner ou un vieux cheval de course qui jamais ne veut lâcher – pour ne prendre que ces images, il est du genre à s’obstiner, qu’eux deux ne seront jamais séparés, bref, il est un type qui, une fois accroché à une idée, rien ne peut l'en détourner, ayant un cœur et un esprit obsédés par une seule idée à la fois.